# 布兰
布兰（法語：Blain，法語發音：[blɛ̃] ⓘ）是法国大西洋卢瓦尔省的一个市镇，位于该省中部偏西北，属于沙托布里扬-昂斯尼区。

## 地理
布兰（47°28'34"N, 1°45'49"W）面积101.72 平方千米，位于法国卢瓦尔河地区大区大西洋卢瓦尔省，该省份为法国西北部沿海省份，位于布列塔尼半岛东南部，北起伊勒-维莱讷省，西北接莫尔比昂省，西临大西洋，南至旺代省，东临曼恩-卢瓦尔省。
与布兰接壤的市镇（或旧市镇、城区）包括：布夫龙、布列塔尼地区费、勒加夫尔、冈鲁埃特、埃里克、荒地圣母镇、韦镇、拉舍瓦勒赖、拉格里戈奈。
布兰的时区为UTC+01:00、UTC+02:00（夏令时）。

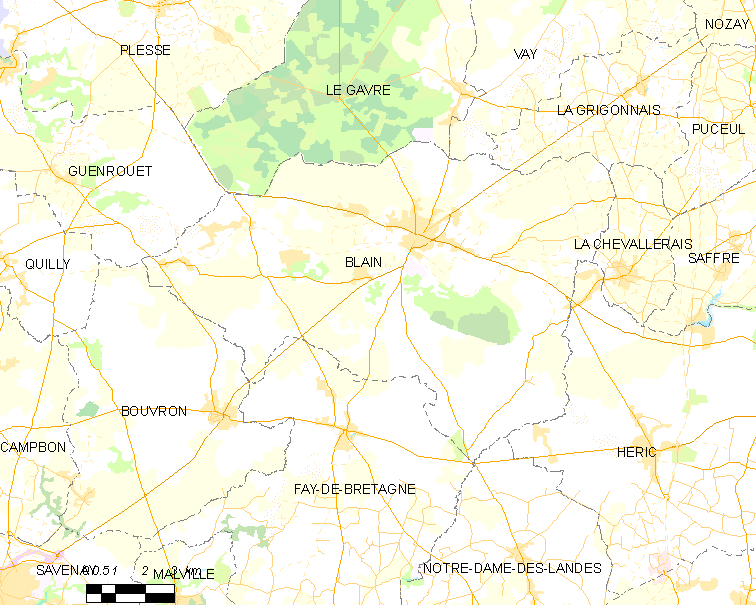
布兰的OSM定位图

## 行政
布兰的邮政编码为44130，INSEE市镇编码为44015。

## 政治
布兰所属的省级选区为布兰县。

## 交通
法国国道N171线和大西洋卢瓦尔省省道D15线、D33线、D42线、D81线、D132线、D164线经过境内。

## 人口

1962-2008年间布兰人口变化图示

布兰于2022年1月1日时的人口数量为10352人。